# Leptocerina ugandana
Leptocerina ugandana är en nattsländeart som först beskrevs av Georg Ulmer 1931.  Leptocerina ugandana ingår i släktet Leptocerina och familjen långhornssländor. Inga underarter finns listade i Catalogue of Life.